# Tadpatri

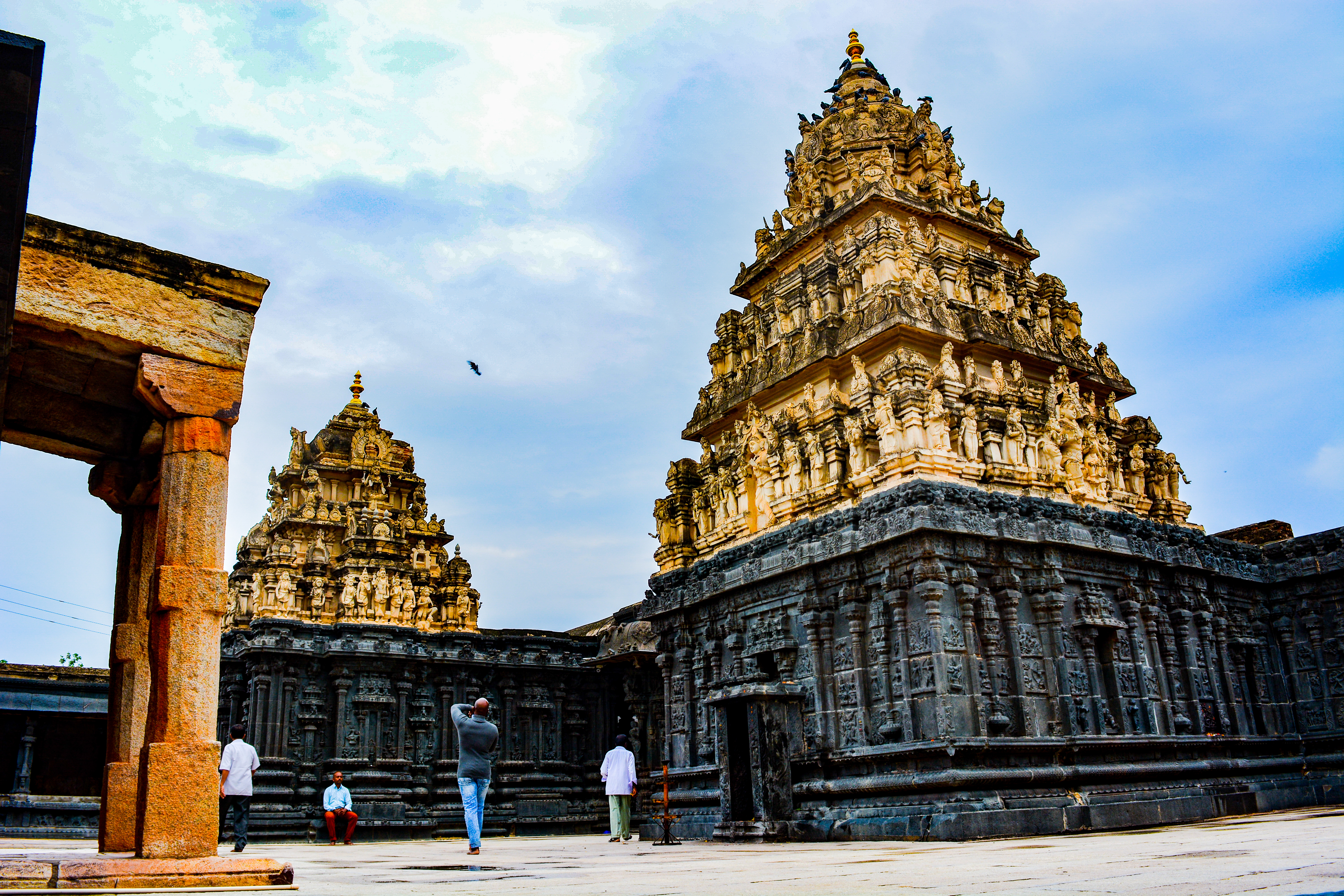
Chintalarayaswami-Temple

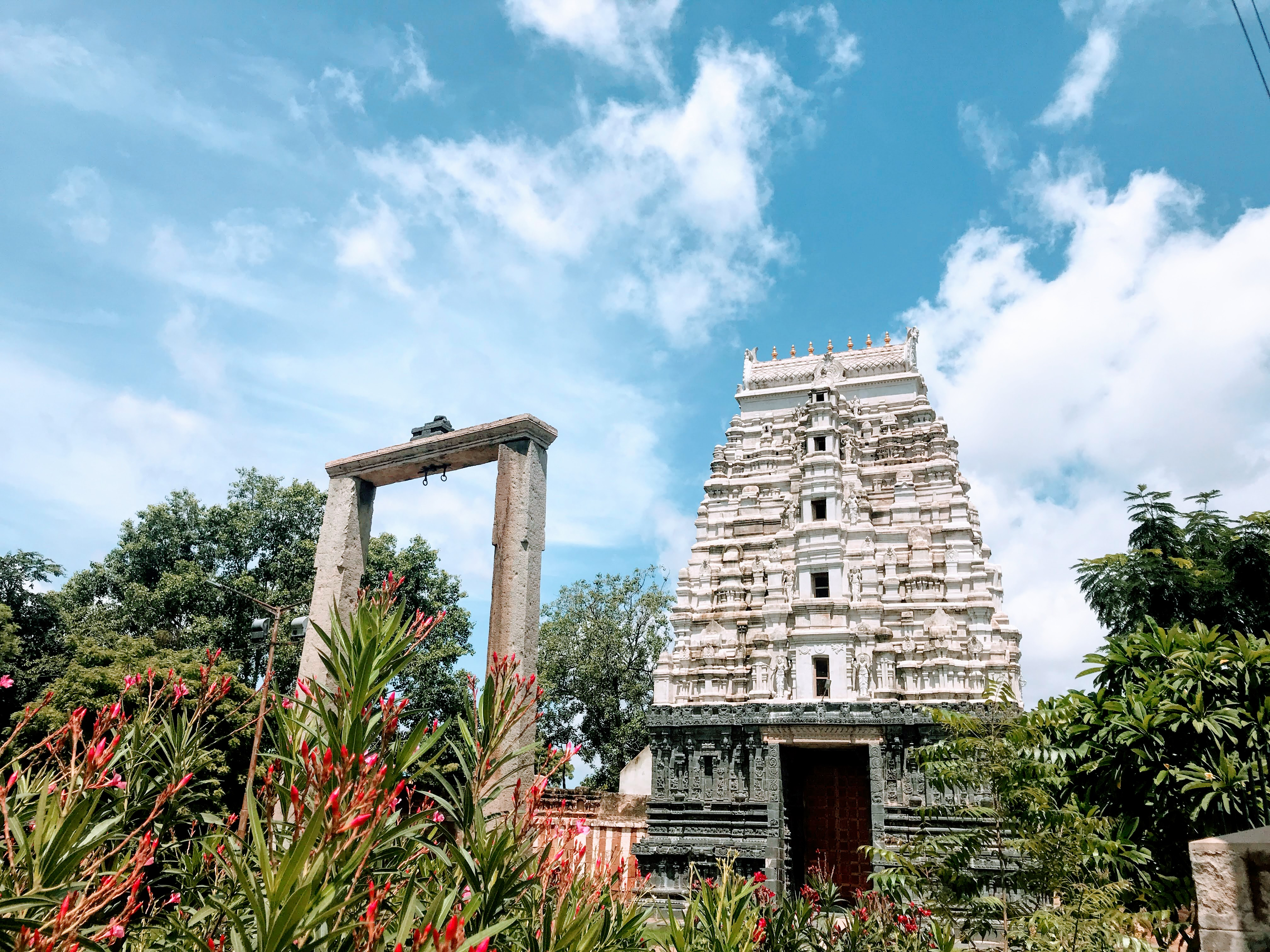
Dto.

Tadpatri (Telugu తాడిపత్రి Tāḍipatri) ist eine Großstadt mit ca. 120.000 Einwohnern im Distrikt Anantapur im südindischen Bundesstaat Andhra Pradesh und hat den Status einer Municipality.

## Lage und Klima
Tadpatri liegt auf dem Südufer des Pennar in einer Höhe von ca. 229 m; die historische Stadt Kadapa ist ca. 130 km in südöstlicher Richtung entfernt. Das Klima ist meist schwülwarm; Regen fällt nahezu ausschließlich in der sommerlichen Monsunzeit.

## Bevölkerung
Ca. 72 % der Bevölkerung sind Hindus, gut 26 % sind Muslime und weniger als 2 % gehören einer anderen oder gar keiner Religion an. Ungefähr 11,0 % der Bevölkerung sind Kinder unter 6 Jahren. Tadpatri hat ein Geschlechterverhältnis von 1003 Frauen pro 1000 Männer und damit einen für Indien seltenen Frauenüberschuss. Die Alphabetisierungsrate lag im Jahr 2011 bei 71,4 %.

## Wirtschaft
Tadpatri ist bekannt für seine Zement- und Stahlindustrie. Die Stadt ist über einen eigenen Bahnhof mit dem nationalen Schienennetz verbunden. Auch ein National Highway führt durch die Stadt.

## Sehenswürdigkeiten
- Der um die Mitte des 16. Jahrhunderts im Vijayanagar-Stil erbaute und der vishnuitischen Gottheit Venkateswara geweihte Chintalarayaswami-Tempel oder auch Sri Chintala Venkataramana Swamy Temple ist die Hauptattraktion von Tadpatri.[2][3]
- Andere bedeutende historische Tempel (z. B. der Bugga Rama Lingeswara Swamy Temple) stehen in der Nähe des Pennar-River.[4]